# 韋特拉特山
韋特拉特山（德語：Wätterlatte Berg）是瑞士伯恩州的山峰，位於該國南部，屬於伯尔尼山的一部分，海拔高度2,007米，每年平均降雨量1,703毫米。